# Henrik Herse
Henrik Herse, eigentlich Friedrich Hahn (* 12. Oktober 1895 in Dessau (Anhalt); † 16. März 1953 in Malente) war ein deutscher Schriftsteller, Nationalsozialist und Mitglied der SS.

## Leben und Wirken
Im Anschluss an sein Studium war Herse als Arbeiter, Bauer und Gärtner tätig. Während des Ersten Weltkriegs diente er als Soldat. 1932/1933 arbeitete er in der Literarischen Abteilung des Mitteldeutschen Rundfunks (MIRAG), wo er unter der Leitung von E. Kurt Fischer zunächst als literarischer Assistent, dann als Dramaturg und Hörspielleiter angestellt war. Fischer berücksichtigte bei der Programmauswahl Stücke der Mitarbeiter seiner Abteilung, so auch von Herse.
Herse, der zum 1. November 1932 der NSDAP beigetreten war (Mitgliedsnummer 1.377.090), zog 1937 vom Gau Magdeburg-Anhalt nach Plön, wo er die Position des Gebiets-Abteilungsleiters bzw. Kulturreferenten der örtlichen Hitlerjugend übernahm. Während des Zweiten Weltkriegs hatte er Einsätze als Kriegsberichterstatter im Osten. 1943 wurde er SS-Obersturmführer im Hauptamt und Obersturmführer der Waffen-SS. Zu dieser Zeit wohnte er bei Malente in dem von ihm so benannten Haus „Admiralsholm“, das nach Kriegsende kurzzeitig von Besatzungstruppen beschlagnahmt und ab 1946 von seiner Tochter Elfriede Herse als Puppenmanufaktur genutzt wurde.
Herse war Mitglied in der nationalsozialistisch geprägten Schriftstellergruppe Eutiner Dichterkreis. Er schrieb Bühnenstücke, Erzählungen und Romane. Seine Werke handelten überwiegend vom Krieg. Die meisten seiner Bücher erschienen im Nordland Verlag der SS; Übersetzungen gab es in Niederländisch und Norwegisch. Besonders bekannt sind das an etliche HJ-Gliederungen verteilte Buch Die Schlacht der weißen Schiffe und Reiter für Deutsch-Südwest, das bei Namibia-Interessierten bis heute einen gewissen Bekanntheitsgrad besitzt. Das zugehörige Bühnenstück Die Schlacht der weißen Schiffe wurde 1937 bei der Eröffnung des Kalkbergstadions (damals „Feierstätte der Nordmark“) aufgeführt. Stücke von Herse kamen unter anderem auch am Friedrich-Theater Dessau (Bunker X, 1931), an den Städtischen Bühnen Lübeck (Reiter für Deutsch-Südwest) und am Schauspielhaus Kiel (Die Hexe von Hemmingstedt, 1941) zur Aufführung. Herse veröffentlichte Beiträge in der NS-Literaturzeitschrift Die Neue Literatur und war an der 1939 von Karl Seibold herausgegebenen Anthologie Erzähler der Zeit beteiligt. 1942 wurde er mit dem Kunstpreis der Provinz Schleswig-Holstein in der Kategorie Schrifttum ausgezeichnet.
Nach Kriegsende wurden seine Schriften Schambok, Die Schlacht der weißen Schiffe, Reiter für Deutsch-Südwest, Madrid und Wahr dich, Garde, der Bauer kommt in der Sowjetischen Besatzungszone auf die Liste der auszusondernden Literatur gesetzt. Ein Teil der Bücher wurde erneut in den 1990er Jahren vom Husumer Kultur-Verlag als Faksimile publiziert.
Herse starb 1953 in Malente. Sein Nachlass befindet sich in der Schleswig-Holsteinischen Landesbibliothek.

## Werke

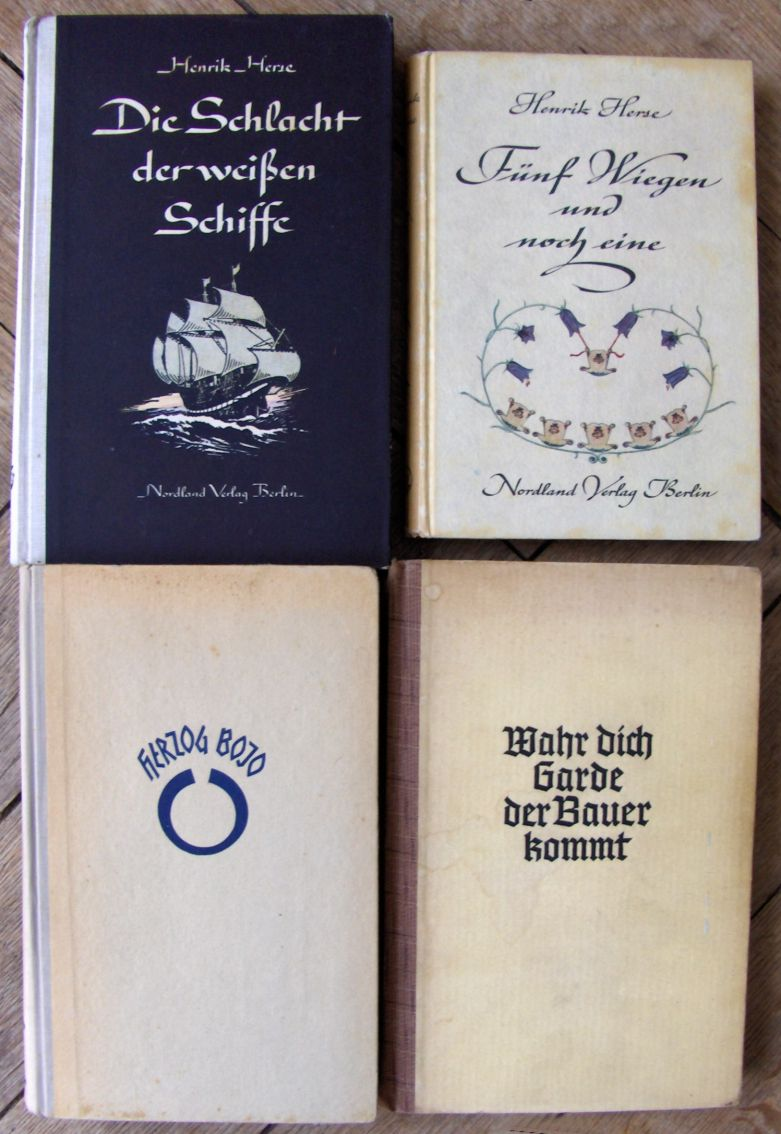
Nordland Titel um 1940

- Das Fähnlein Rauk – Roman einer Familie. Vieweg-Verlag, Braunschweig 1935
- Schambok. Südafrikanische Erzählung. Vieweg-Verlag, Braunschweig 1936
- Reiter für Deutsch-Südwest! Schauspiel in 3 Akten. Drei Masken Verlag, Berlin 1939
  - Volk am Oranje: Eine afrikanische Tragödie in 3 Akten. Verlag Die Wende, Berlin-Wilmersdorf 1939 (Neufassung von EA Reiter für Deutsch-Südwest)
  - Reiter für Deutsch-Südwest. Nordland-Verlag, Berlin 1941 (Roman)
- Wahr dich, Garde, der Bauer kommt!. Nordland-Verlag, Berlin 1939 (Erzählung)
- Die Schlacht der weißen Schiffe – nach alten Mären. Nordland Verlag G.m.b.H. Berlin 1939 auch 1943 gedruckt bei H.Hännisen Kirjapaino Oy, Helsinki – Hansische Ballade. Balladen aus dem Thingspiel. Deutsche Hausbücherei, Hamburg 1938; Kulturhof-Genossenschaft, Kiel 1938; Nordland-Verlag, Berlin 1942
- Wir zwei, wir gehören zusammen! Geschichten um Tod und Liebe. A. Strauch Verlag, Leipzig 1939
- Die Hexe von Hemmingstedt. Schauspiel in 5 Akten. Drei Masken Verlag, Berlin 1939
- Madrid – Eine Erzählung aus den Tagen des spanischen Freiheitskampfes. (Jugend-Bücherei) Aufwärts-Verlag, Berlin 1940
- Es ruft der einsam Fliegende. Deutscher Volksverlag, München 1940
- Zur Raa fuhr auf ein roter Schild. Nordland-Verlag, Berlin 1940 (Roman)
- Fünf Wiegen und noch eine. Nordland-Verlag, Berlin 1942
- Des Reiches Brücke – Bilder aus dem Leben einer deutschen Stadt (Magdeburg). Nordland-Verlag, Berlin 1942
- Engelmar und Friederun. Nordland-Verlag, Berlin 1943